# Particule test

Animation de la trajectoire d'une charge d'essai dans un champ électrique. La ligne de champ n'est pas la trajectoire d'une particule dans un champ de force en raison de l'inertie de la particule testée. vecteur vitesse (vert), vecteur accélération (bleu). Créé avec Physlets EField, enregistré avec ScreenToGif.

En relativité générale, on appelle particule test un corps dont la masse ou plus généralement l'énergie est trop faible pour affecter significativement la métrique de l'environnement dans lequel elle se déplace. Cette métrique est alors appelée métrique de fond. Les particules tests sont utiles car les trajectoires décrivant leur évolution sont des géodésiques pour la métrique de fond.
Par exemple, au voisinage de la Terre qui est un corps très massif par rapport à un satellite artificiel, on peut considérer que ces derniers sont des particules tests évoluant dans une métrique de fond imposée par le champ gravitationnel terrestre.
Ce que l'on nomme en électromagnétisme corps d'épreuve (par exemple une aiguille aimantée dans le champ magnétique terrestre), ou en mécanique céleste particule d'épreuve (par exemple le troisième corps dans le problème de Lagrange) sont des notions voisines.
En relativité générale, une particule test est un corps : 1) électriquement neutre,, ; 2) dont l'énergie de liaison gravitationnelle est négligeable par rapport à son énergie de masse, ; 3) dont le moment cinétique est négligeable, ; et 4) dont l'extension spatiale est suffisamment petite pour que les inhomogénéités de son champ gravitationnel aient des effets négligeables sur son mouvement.